# Parameterintegral
Als Parameterintegral wird in der Analysis ein Integral bezeichnet, dessen Integrand von einem  Parameter abhängt. Ein wichtiges Beispiel ist die eulersche Darstellung der Gammafunktion. Der Wert eines solchen Integrals ist dann eine Funktion des Parameters und es stellt sich beispielsweise die Frage, ob diese Funktion stetig oder differenzierbar ist.

## Definition des Parameterintegrals
Es seien {\displaystyle (X,d)} ein metrischer Raum, {\displaystyle (\Omega ,{\mathcal {A}},\mu )} ein Maßraum, {\displaystyle (E,\Vert \cdot \Vert )} ein Banachraum und {\displaystyle f\colon X\times \Omega \to E}. Für alle {\displaystyle x\in X} sei {\displaystyle \omega \mapsto f(x,\omega )} über {\displaystyle \Omega } integrierbar bezüglich des Maßes {\displaystyle \mu }. Dann heißt {\displaystyle F\colon X\to E}
{\displaystyle F(x)=\int _{\Omega }f(x,\omega )\,\mu (\mathrm {d} \omega )}
Parameterintegral mit dem Parameter {\displaystyle x}.

## Beispiele
- Die Gammafunktion {\displaystyle \Gamma :(0,\infty )\to \mathbb {R} } ist definiert über das Parameterintegral

{\displaystyle \Gamma (x)=\int _{0}^{\infty }t^{x-1}e^{-t}\,\mathrm {d} t}.
- Betrachte den Maßraum {\displaystyle (\mathbb {R} ,{\mathcal {B}}(\mathbb {R} ),\mu )} und {\displaystyle f\in {\mathcal {L}}_{1}(\mathbb {R} ,{\mathcal {B}}(\mathbb {R} ),\mu )}. Dann ist die Funktion

{\displaystyle F(x)=\int _{a}^{x}f\,\mathrm {d} \mu =\int _{\mathbb {R} }1_{[a,x]}f\,\mathrm {d} \mu ,\quad a\in \mathbb {R} ,\quad x\geq a}
ein Parameterintegral. Aus dem Satz der majorisierten Konvergenz folgt, dass {\displaystyle F} stetig ist (man beachte, dass dieses Integral nicht die Voraussetzungen des unten genannten Satzes erfüllt, da {\displaystyle x\mapsto 1_{[0,x]}} nicht stetig ist). Gemäß dem Hauptsatz der Differential- und Integralrechnung für Lebesgue-integrale ist {\displaystyle F} sogar absolut stetig. Im Allgemeinen existiert allerdings kein {\displaystyle \alpha >0}, sodass {\displaystyle F} für alle {\displaystyle f\in {\mathcal {L}}_{1}(\mathbb {R} ,{\mathcal {B}}(\mathbb {R} ),\mu )} lokal {\displaystyle \alpha }-Hölder stetig ist (was eine stärkere Stetigkeitseigenschaft wäre). Dafür betrachte man z. B. den Fall {\displaystyle \mu =\lambda } (Lebesgue-Maß) und folgende Familie von (numerischen) Funktionen mit {\displaystyle p\in (0,1)}
{\displaystyle f_{p}(x)={\begin{cases}x^{p-1}&{\text{für }}x>0\\\infty &{\text{für }}x=0\end{cases}}}.
Diese Funktionen sind messbar, da sie auf {\displaystyle (0,\infty )} stetig sind und {\displaystyle f_{p}^{-1}(\{\infty \})=\{0\}\in {\mathcal {B}}(\mathbb {R} )} ist. Das Integral über {\displaystyle [0,x]} und {\displaystyle x\geq 0} entspricht hier dem uneigentlichen Riemann-Integral, sodass
{\displaystyle F_{p}(x)=\int _{0}^{x}f_{p}\,\mathrm {d} \lambda ={\frac {1}{p}}x^{p}}.
Im Punkt {\displaystyle x=0} ist {\displaystyle F_{p}} offensichtlich {\displaystyle \alpha }-Hölder stetig mit {\displaystyle \alpha \leq p}, aber da {\displaystyle p} beliebig war, kann {\displaystyle \alpha } nicht positiv sein.

## Stetigkeit von Parameterintegralen
Sei {\displaystyle (X,d)} ein metrischer Raum, {\displaystyle (\Omega ,{\mathcal {A}},\mu )} ein Maßraum, {\displaystyle (E,\Vert \cdot \Vert )} ein Banachraum. Für eine Abbildung {\displaystyle f\colon X\times \Omega \to E} gelte
- {\displaystyle f(x,\cdot )\in {\mathcal {L}}_{1}(\Omega ,\mu ,E)} für jedes {\displaystyle x\in X},
- {\displaystyle f(\cdot ,\omega )\in C(X,E)} (also stetig) für {\displaystyle \mu }-f.a. {\displaystyle \omega \in \Omega },
- Es gibt ein {\displaystyle g\in {\mathcal {L}}_{1}(\Omega ,{\mathcal {A}},\mu ;\mathbb {R} _{+})} mit {\displaystyle \Vert f(x,\omega )\Vert \leqslant g(\omega )} für {\displaystyle (x,\omega )\in X\times \Omega }.

Dann ist
{\displaystyle F\colon X\to E,\ x\mapsto \int _{\Omega }f(x,\omega )\mu (\mathrm {d} \omega )}
wohldefiniert und stetig.

## Differenzierbarkeit von Parameterintegralen
Sei {\displaystyle U\subset \mathbb {R} ^{d}} offen, {\displaystyle (\Omega ,{\mathcal {A}},\mu )} ein Maßraum, {\displaystyle (E,\Vert \cdot \Vert )} ein Banachraum. Für eine Abbildung {\displaystyle f\colon U\times \Omega \to E} gelte
- {\displaystyle f(u,\cdot )\in {\mathcal {L}}_{1}(\Omega ,\mu ,E)} für jedes {\displaystyle u\in U},
- {\displaystyle f(\cdot ,\omega )\in C^{1}(U,E)} (also stetig differenzierbar) für {\displaystyle \mu }-f.a. {\displaystyle \omega \in \Omega },
- Es gibt ein {\displaystyle g\in {\mathcal {L}}_{1}(\Omega ,{\mathcal {A}},\mu ;\mathbb {R} _{+})} mit {\displaystyle \Vert \partial _{u}f(u,\omega )\Vert \leqslant g(\omega )} für {\displaystyle (u,\omega )\in U\times \Omega }.

Dann ist
{\displaystyle F\colon U\to E,\ u\mapsto \int _{\Omega }f(u,\omega )\mu (\mathrm {d} \omega )}
stetig differenzierbar mit
{\displaystyle \partial _{j}F(u)=\int _{\Omega }{\frac {\partial }{\partial u^{j}}}f(u,\omega )\mu (\mathrm {d} \omega ),\quad u\in U,\quad 1\leqslant j\leqslant d.}
Unter geeigneten Voraussetzungen können also Differentiation nach einem Parameter und Integration vertauscht werden.

## Leibnizregel für Parameterintegrale
Die Ableitung eines Parameterintegrals nach dem Parameter wird durch die Leibnizregel für Parameterintegrale beschrieben.